# Aspe (seizoen 7)
Het zevende seizoen van de Belgische televisieserie Aspe werd vanaf 29 augustus 2011 uitgezonden door VTM.

## Rolverdeling
| Acteur                 | Personage          | Hoofdcast        | Gastrol         |
| ---------------------- | ------------------ | ---------------- | --------------- |
| Herbert Flack          | Pieter Van In      | volledig seizoen |                 |
| Ludo Hoogmartens       | Robert De Maegd    | volledig seizoen |                 |
| Francesca Vanthielen   | Hannelore Martens  | 6 afleveringen   |                 |
| Michel Van Dousselaere | Roger De Kee       | volledig seizoen |                 |
| Adriaan Van den Hoof   | Tom Smeekens       | 11 afleveringen  |                 |
| Maaike Cafmeyer        | Carine Neels       | 11 afleveringen  |                 |
| Herman Boets           | Leo Vanmaele       |                  | 11 afleveringen |
| Camilia Blereau        | Wivina Lansier     |                  | 6 afleveringen  |
| Guy Van Sande          | Guy Van Steenkiste |                  | 6 afleveringen  |
| Kristine Van Pellicom  | Marianne Vissers   |                  | 5 afleveringen  |
| Tine Van den Brande    | Patricia Scheurs   |                  | 3 afleveringen  |
| Greet Rouffaer         | Andrea Kosinsky    |                  | 2 afleveringen  |
| Koen Van Impe          | Ivo Verbruggen     |                  | 2 afleveringen  |

## Afleveringen

### Zwarte anjers
Lode Verfaille (Ides Meire) komt de verdwijning van zijn vriendin aangeven. Geen bijzondere zaak, ware het niet dat een aantal dagen later een tweede vriendje, Mathieu Brugman (Mathijs Scheepers), hetzelfde doet. Als uiteindelijk nog een derde minnaar opduikt, gaan de poppen al helemaal aan het dansen.

### De krotkoningin
Een asielzoeker wordt dood aangetroffen in zijn flat. Zijn broer Adhemar (Gregory Van Damme) is ervan overtuigd dat Herman Dardien (Axel Daeseleire) de moord op zijn geweten heeft. De zware jongen wordt immers vaak door verhuurder Thérèse Doregem (Lut Tomsin), bijgenaamd "de krotkoningin", aangesproken om wanbetalers aan te pakken.

### De zaak Christiaenen
In het bos wordt een menselijk skelet ontdekt. Het betreffende meisje verdween jaren geleden spoorloos na een feestje met vrienden Dominique (Jonas Leemans) en Johan (Maurice Cassiers). Haar klassenleraar Rik D'Hollander (Tom De Hoog) was destijds hoofdverdachte en wordt ook nu opnieuw aan de tand gevoeld. Tot blijkt de verklaringen die Johans vader Herman De Pauw (Jackie Dewaele) toen gaf niet helemaal waterdicht zijn.

### Dodelijke ambitie
Poetsvrouw Kelly Boonen (Nele Bauwens) start aan haar kuisbeurt, maar vindt de eigenaar van het huis dood terug. Alles wijst op een roofmoord, tot de vermiste tiener Lore Andries (Nina Herbosch) aan de zaak wordt gelinkt. Zij liep een tweetal weken geleden weg van huis, na een ruzie met haar moeder Veerle (Els Dottermans) en vader Karel (Leslie De Gruyter). Het team start een zoektocht en komt terecht bij pornoregisseur Boris Hillemans (Anthony Arandia).

### Fataal bedrog
In een hotel wordt het levenloze lichaam van prostituee Daniëlla Verhelst (Anke Frederick) aangetroffen. Wanneer blijkt dat ze een relatie was begonnen met zakenman Peter Taelman (Chris Van den Durpel) en daarom haar pooier Arne De Ridder had laten vallen, wordt deze laatste meteen hoofdverdachte. Tot blijkt dat Taelman de nacht van de moord bij Daniëlla was. Die houdt zijn onschuld staande en is er ook als de dood voor dat zijn echtgenote Sylvia (Marijke Pinoy) bij de zaak betrokken wordt.

### Vendetta
Wanneer op korte tijd twee leden van een neo-naziclub worden vermoord, komt commissaris Alain Devroe (Peter Van den Eede) van de cel georganiseerde misdaad het team versterken. Al snel wordt dader Danny Ides (Bart Slegers) ontmaskerd, maar het wordt een race tegen de klok om te verhinderen dat hij nog een derde slachtoffer maakt. Intussen neemt Hannelore haar koffers. Ze is naast haar job nu ook Pieter kwijt en besluit naar Tongeren te verhuizen.

### Angel Dust
Op de parking van een ziekenhuis werd een tienermeisje met een overdosis gedumpt. Wanneer blijkt dat het om de beste vriendin van Machteld, de dochter van inspecteur Rob De Maegd gaat, gaan de poppen aan het dansen. Een gesprek met Mike De Sutter (Greg Timmermans), de vriend van het slachtoffer, lijkt niets op te leveren. Tot Machteld aan het praten slaat en het team op het spoor van de jonge dealer David Roox (Mathias Vergels) komt.

### In Brugge
Het team moet het dezer dagen zonder inspecteur Tom Smeekens doen, die zijn filmdebuut maakt in de Nederlandse thriller "In Brugge". De opnames eindigen in mineur wanneer de vrouwelijke hoofdrolspeler Shirley Veenstra (Kimberley Klaver) dood wordt teruggevonden. Na verhoor van de crewleden blijkt dat Shirley slaande ruzie had met zowel regisseur Sjaak Van Ruyten (Bart de Vries) als tegenspeelster Julie Brouwers (Rosalie de Jong). Producenten Carlo Kerstens (Joep Sertons) en Kristien Corijn (Tanja Jess) zijn er echter van overtuigd dat Shirleys dood een ongeluk was en willen koste wat het kost verdergaan met het project.

### Oude vrienden
Midden in de nacht wordt Rudy Vermeulen (Nico Sturm), de autistische conciërge van de West-Vlaamse politieschool, betrapt bij het lichaam van zijn vermoorde directeur. Hij houdt zijn onschuld staande en ook docenten Peter Noels (Tom Van Bauwel) en Marianne Vissers (Kristine Van Pellicom) zien hem niet als een moordenaar. Zij wijzen met beschuldigende vinger naar adjunct-directeur John Daniëls (Herman Gilis), die blijkbaar aasde op de job. Toch kan hoofdinspecteur Pieter Van In maar moeilijk geloven dat zijn oude studiegenoot een koelbloedige moordenaar zou zijn.

### De ontslagpremie
De pas ontslagen Ivan Naegels (Carry Goossens) stormt op klaarlichte dag het respectievelijke bedrijf binnen en gijzelt het kaderpersoneel. Pieter Van In en zijn team schakelen Marianne Vissers (Kristine Van Pellicom) in als onderhandelaar. Na een kort gesprek met zijn vrouw Irene (Hilde Wils), eist Naegels dat Van In en Vissers het personeel ondervragen en hem op die manier eerherstel bezorgen. Volgens hem smeedden directeur Marcus Van Schoonbeeck (Dirk Meynendonckx) en diens rechterhand Guido Bosmans (Bob Snijers) immers een complot tegen hem, waardoor hij werd beschuldigd van de verkrachting van receptioniste Claire (Natali Broods). De vreemde verklaring van directiesecretaresse Suzanne Claes (Anke Helsen) werpt een ander licht op de zaak en drijft Naegels tot het uiterste.

### A Charge
Een jonge studente wordt vermoord teruggevonden. De verdenking valt meteen op haar vriendje Guillaume (Maarten Ketels), met wie ze volgens buurman Vincent Jacques (Dirk Tuypens) slaande ruzie had. Plots neemt het onderzoek een andere wending en wijzen alle sporen in de richting van zedendelinquent Frank Mariman (Mark Verstraete). Toch vermoedt Van In dat er meer aan de hand is, en dat zal de steenrijke strafpleiter Ignace Roosevelt (Peter Rouffaer) - de vader van Guillaume - geweten hebben.

### Apocalyps (deel 1)
Tussen het vuilnis wordt het lichaam van de vrijgesproken crimineel Herman Rogiers gevonden. Niet veel later vallen ook nog een tweede en derde slachtoffer en lijkt het duidelijk dat er een seriemoordenaar aan het werk is. Alle sporen leiden naar onderzoeksrechter Diederik Wijmeersch (Bob De Moor), tot Van In een telefoontje krijgt van zijn ex-collega Ivo Verbruggen. Die is er rotsvast van overtuigd dat zijn voormalige celmaat Senne Dillis (Stany Crets) iets met de zaak te maken heeft. 

### Apocalyps (deel 2)
Het team bijt zich vast in de zoektocht naar seriemoordenaar Senne Dillis (Stany Crets) en wordt daarin bijgestaan door profiler Marianne Vissers (Kristine Van Pellicom) en kersvers onderzoeksrechter Andrea Kosinsky (Greet Rouffaer). Dillis heeft de moeder (Hilde Van Haesendonck) en baby van inspecteur Carine Neels ontvoerd en het wordt een race tegen de klok om hen uit zijn handen te redden. Plots krijgt Neels een telefoontje van Dillis en besluit ze het recht in eigen handen te nemen.